# 萨拉·韦布
萨拉·韦布，OBE（1977年1月13日—），生于阿什福德，现居韦布里奇，是英国专业帆船运动员，两次奥运会金牌得主。

## 职业生涯
韦布参加了皇家赛艇协会的青年班，在1995年、1996年参加了国际帆船协会举办的世界锦标赛中的激光雷迪尔级比赛。
在2004年夏季奥林匹克运动会中，她与雪莉·罗伯逊、萨拉·艾顿一起赢得了英凌级龙骨艇比赛冠军，她们三人被合称作“一只艇里的三位金发美女”。在2008年夏季奥林匹克运动会中，她成功卫冕。